# 未来贝斯
未来贝斯（英語：Future bass），或未来贝司、未来低音，是一类电子舞曲流派或技术的总称。主要流行于英国、美国、日本、中国和澳大利亚等地。未来贝斯的定义较广且涵盖不同的声音和节奏（一般由合成器生成）。这个流派由Flume和Cashmere Cat开创，并在2010年代中期因Mura Masa、Marshmello和Louis the Child等音乐家开始流行。通常认为2016年是未来贝斯井喷式爆发的一年。

## 特征
声音常用自动化（automation）或是低频震荡（low-frequency oscillation）进行调制，控制某一滤波器（一般是低通滤波器或高通滤波器）的截断频率或音量的输出电平，制造一种摇摆（“wobble”）的效果。另外，未来贝斯中也在“risers”、琶音、人声切片或声码器效果中常见类似“闪烁（twinkly）”的音效，其音调逐渐升高。包含有大鼓和速射踩镲（rapid fire hi hats）的鼓组则是从陷阱音乐继承而来的。

## 起源
未來貝斯起源於電子音樂流派，結合了陷阱音樂和的步法的重低音聲部特色、电子舞曲曲風的高音部扮演主旋律的特色以及浩室音樂的空間感，并成为这三種曲風的集大成者。

## 兴盛年代
由荷兰DJ Martin Garrix继承其老师Tiësto所创作的贝斯曲风，將音色部分多元化、定義化後，節拍規格化成128bpm。成為現代常見的未來貝斯的典範。
而在西元2016年Martin Garrix和The Chainsmokers個別發布的兩首單曲，In The Name Of Love和Closer將貝斯曲風的知名度和名氣推向全新的高峰，也將未來貝斯的特色界定得更加明顯，可以說西元2016年是未來貝斯代表性的一年，同時也是作品爆發成長的元年。

## 子流派
未来贝斯的流行衍生出了以下几个子流派：

### 未来陷阱（Future trap）
未来陷阱是未来贝斯和陷阱音乐的融合。与未来贝斯不同的是，未来陷阱的drop部分由较硬的“trap”构成而非基于合成器（synth-laden）。DROELOE、RL Grime、Flux Pavilion等人已制作出这类子流派的作品。

### J-未来核（J-future core）
日本未来核，或J-未来核，是指将硬核风格混入旋律性的内容和未来贝斯的特征性音响设计，其名称来源于SoundCloud在2017上半年的「FÜGENE」合輯。这张合輯让部分来自日本的音乐制作人将其认作一种新的音乐流派。

### Kawaii Bass
Kawaii Bass（可爱贝斯），全称Kawaii Future Bass，是在未来贝斯基础上，融入凸显二次元风格的可爱音色和一些J-POP元素所形成的独特风格。Kawaii Bass通常使用芯片音乐（Chiptune）、高音打击乐器以及一些来自ACG文化游戏、动画的采样，使得曲目风格更加具有“可爱”的少女感。Snail's House（Ujico*）在2015年发行的专辑Kirara EP使该作者被认为是Kawaii Bass的先驱者。

## 主要代表音乐家和制作人
- 20syl
- Alison Wonderland
- Basenji
- Baths
- Big Wild
- Cashmere Cat[10]
- Conro
- DJ Earl
- Ekali
- Flume[8][10]
- Flux Pavilion[11]
- Grant (Grant Bowtie)
- Gill Chang
- Giraffage
- Grey
- Gryffin
- Hello Beddo
- Hudson Mohawke
- Hyper Potions
- Illenium[11]
- Infinite (band)
- James Blake
- Jauz
- Kasbo
- Krewella
- Les Gordon
- Lido
- Livetune
- Louis the Child[11]
- Madeon[11]
- DJ Manny[12]。
- Marshmello[8]
- Martin Garrix[13]
- Mura Masa[11]
- NGHTMRE
- Odesza[14]
- Ookay[11]
- Panama
- Porter Robinson[11]
- Rustie
- R3HAB
- Said the Sky
- Samfree
- San Holo[8]
- Seven Lions
- SLANDER
- Slumberjack
- Slushii
- Subtact
- DJ TASO
- DJ Taye
- The Chainsmokers
- The Japanese House
- Virtual Riot
- Wave Racer[15]
- Whethan[8]
- WRLD
- XXYYXX
- Yasutaka Nakata[16][17]

## 代表歌曲
- Alison Wonderland-Church
- Gryffin-Hurt People
- Martin Garrix-So Far Away
- Marshmello-Alone